# 白诃黎布失毕
白诃黎布失毕（？—658年），白姓，7世纪中的龟兹国王。白苏伐勃駃的儿子。
他哥哥龟兹国王白苏伐叠死后，白诃黎布失毕继位。白诃黎布失毕停止对唐朝进贡。并攻打附属唐朝的邻国。《新唐书·西域传》记载他在647年曾经两次朝贡，企图缓解其兄援助焉耆而抗唐的行为，与《旧唐书》、《资治通鉴》记载不同。唐太宗大怒，648年初，他派阿史那社尔、契苾何力、郭孝恪率军攻打龟兹，也征用了铁勒、东突厥、吐蕃和吐谷浑的士兵。社尔兵临龟兹。白诃黎布失毕派他的宰相那利和羯猎颠率军五万，来抵挡社尔的前锋韩威。战斗一开始，韩威假装撤退，当龟兹军追击时，韩威和曹继叔反击，大败龟兹。白诃黎布失毕坚守龟兹国都伊逻卢（今库车）。社尔攻打伊逻卢，白诃黎布失毕逃跑。社尔派郭孝恪守伊逻卢，自己继续追击白诃黎布失毕，白诃黎布失毕已逃往拨换城（今阿克苏）。社尔围城四十天后攻克，俘虏白诃黎布失毕和羯猎颠。但那利逃跑，率领龟兹残余部队和西突厥救援部队反攻伊逻卢，由于出其不意，郭孝恪在战斗中阵亡。但那利攻不下伊逻卢内城，被迫逃离。龟兹人抓住那利，把他交给社尔。社尔以白诃黎布失毕弟弟白叶护为新国王，并在西突厥、于阗和安国向唐朝进贡后，撤军。唐朝建立龟兹、于阗、疏勒、焉耆为安西四镇。白诃黎布失毕被执送长安。获免，拜左武卫中郎将。
唐太宗去世后，650年，唐高宗复封白诃黎布失毕为右骁卫大将军、龟兹王，与那利、羯猎颠还国。656年，龟兹王白诃黎布失毕来朝。那利与白诃黎布失毕的妻子阿史那氏通奸，白诃黎布失毕不能禁，左右请杀之，由是更加猜忌。658年，使者报告，唐高宗并召那利与白诃黎布失毕至京师，囚那利，护遣白诃黎布失毕还国。羯猎颠不让白诃黎布失毕回国，遣使降西突厥阿史那贺鲁，白诃黎布失毕不敢进伊逻卢，悒悒而死。唐高宗诏左屯卫大将军杨胄发兵擒拿羯猎颠，以其地为龟兹都督府，更立白诃黎布失毕之子白素稽为王，授右骁卫大将军，为都督。安西都护府迁徙到龟兹国，以故安西为西州都督府，即拜左骁卫大将军兼安西都护麹智湛为都督。西域平定。
| 前任： 白苏伐叠 | 龟兹国王 647年以前—648年 | 繼任： 白叶护 |
| 前任： 白叶护   | 龟兹国王 650年—658年     | 繼任： 白素稽 |